# شامونینو
شامونینو (انگلیسی: Shamonino) یک شهرک در شهرستان اوفیمسکی استان باشقیرستان کشور روسیه است.